# الدعارة في إيران
الدعارة في إيران مسألة غير قانونية، ويقوم القانون الإيراني بفرض عقوبات صارمة تتراوح بين الغرامة والسجن لكل من ضُبط أثناء ممارسة الجنس في بيوت البغاء أو مع فتاة (وحتى ذكر) خارج إطار الزواج.

## التاريخ
عدد ممتهني الدعارة في إيران غير معروف، ومع ذلك فهناك من تمتهن هذه «الوظيفة» في بعض زوايا شوارع المدن الكبرى. كثير من العاملات في هذا المجال في إيران هن من الفقراء أو من الهاربات من المنازل الأسرية لسبب من الأسباب. قدرت صحيفة «انتخاب» الإيرانية عام 2002 أن هناك ما يقرب من 85,000 عاهرة في طهران وحدها، وقد أكدت نفس الصحيفة على أن الدعارة متفشية في طهران بشكل كبير؛ حيث قالت: «الشوارع مليئة بالفتيات العاملات في مهن تتعلق بالدعارة.»
تقوم الشرطة بعمليات مدامهة دورية للعاملات في مجال الدعارة كما تقوم بفرض عقوبات صارمة جدا على كل من تبث تورطه في جرائم الاستغلال الجنسي للأطفال في هذا المجال. يرى عالم النفس الإيراني المهديين كامكار أن الارتفاع في نسبة البغاء في إيران هو أحد أعراض المشاكل الاجتماعية الأوسع نطاقا من قبيل «اضطرابات أسرية، والطلاق، وأزمات الهوية والتناقضات الاجتماعية.»
اقتصرت الدعارة في إيران قبل الثورة الإسلامية الإيرانية عام 1979 على أحياء منفصلة في طهران، لكن الأمر توسع بعد الثورة وشمل مدن ومناطق أخرى خارج طهران وذلك لعدة أسباب من بينها التوجهات الدينية للحكومة الجديدة والتي قامت بهدم معظم بيوت الدعارة ثم فرضت عقوبات صارمة إلى حد ما (من بينها الجلد) على كل من يعمل في هذا المجال، وتعتبر الحكومة إنشاء بيوت الدعارة عمل إجرامي وتُعاقب عليه بالسجن لمدة قد تتراوح ما بين سنة واحدة و10 سنوات كما قد تصل العقوبة إلى الإعدام وذلك حسب السجل العدلي للمتهم وما إن كانت له سوابق من عدمها.

## تقييم الولايات المتحدة
وضعت وزارة خارجية الولايات المتحدة عام 2007 إيران في «المستوى 2» في تقريرها السنوي عن الاتجار بالبشر، وقد تضمن التقرير مزيدا من المعلومات تُفيد بأن الجمهورية الإيرانية الإسلامية لا تمتثل امتثالا تاما للمعايير الدنيا للقضاء على الاتجار بالبشر ولكنها في المقابل تبذل جهودا كبيرة للقيام بذلك. في عام 2010، خفضت وزيرة الخارجية الأمريكية هيلاري كلينتون تصنيف إيران إلى «المستوى 3» مشيرة إلى أن البلاد قامت بجهود كبيرة قصد حل مشاكل الاتجار بالبشر وبشكل أدق الدعارة والعمل القسري.

## فضيحة الجنرال
تم اعتقال الجنرال رضا زارعي رئيس الشرطة في طهران عام 2008 في بيت دعارة برفقة ست عاهرات، وقد تسبب اعتقاله في حرج شديد لحكومة الرئيس أحمدي نجاد باعتبار أن زارعي كان المسؤول عن مكافحة ما تصفه الحكومة ب«الرذيلة» في طهران.
لاحظ المدعي العام في القضية أن زارعي استغل منصبه للاستفادة ماديا من الدعارة ومن غير المعروف ما إذا كان قد حُكم عليه بالسجن أو تم السماح له.

## نكاح المتعة
يُعتبر البغاء غير قانوني في إيران، لكن وفي المقابل فالمؤسسات في الجمهورية الإسلامية توافق على نكاح المتعة الشرعي حيث يُسمح للمواطنين بإقامات علاقات بين الجنسين على المدى القصير، كما يتم إعطاء المهر للزوجة بشكل مؤقت. 
زواج المتعة في إيران قد يستمر من 3 أيام إلى 99 عاما (على الرغم من أن بعض علماء المسلمين [المجتهدين] يقولون بأنه من المستحيل أن يتزوج الشخص لفترة مؤقتة تزيد عن متوسط حياته) وينتهي تلقائيا بالطلاق. ووفقا لعدد من العلماء الفرس فإن مفهوم زواج المتعة في إيران يساء استخدامه حيث يُعتمد عليه كغطاء القانوني لممارسة الدعارة بغطاء ديني دون خشية من بطش الشرطة.
أما المتدينين فيقولون أن الزواج المؤقت يختلف عن الدعارة لعدة أسباب بما في ذلك ضرورة الاعتداد في حالة رغبة الزوجين الجديدين في ممارسة الجماع، وهذا يعني أنه إذا تطلقت المرأة من زوجها السابق فإنه وجب عليها الانتظار لفترة معينة من الوقت قبل الزواج مرة أخرى ولذلك فلا يمكن للمرأة أن تتزوج أكثر من عدد محدود من المرات في السنة.